# Morašice v Železných horách

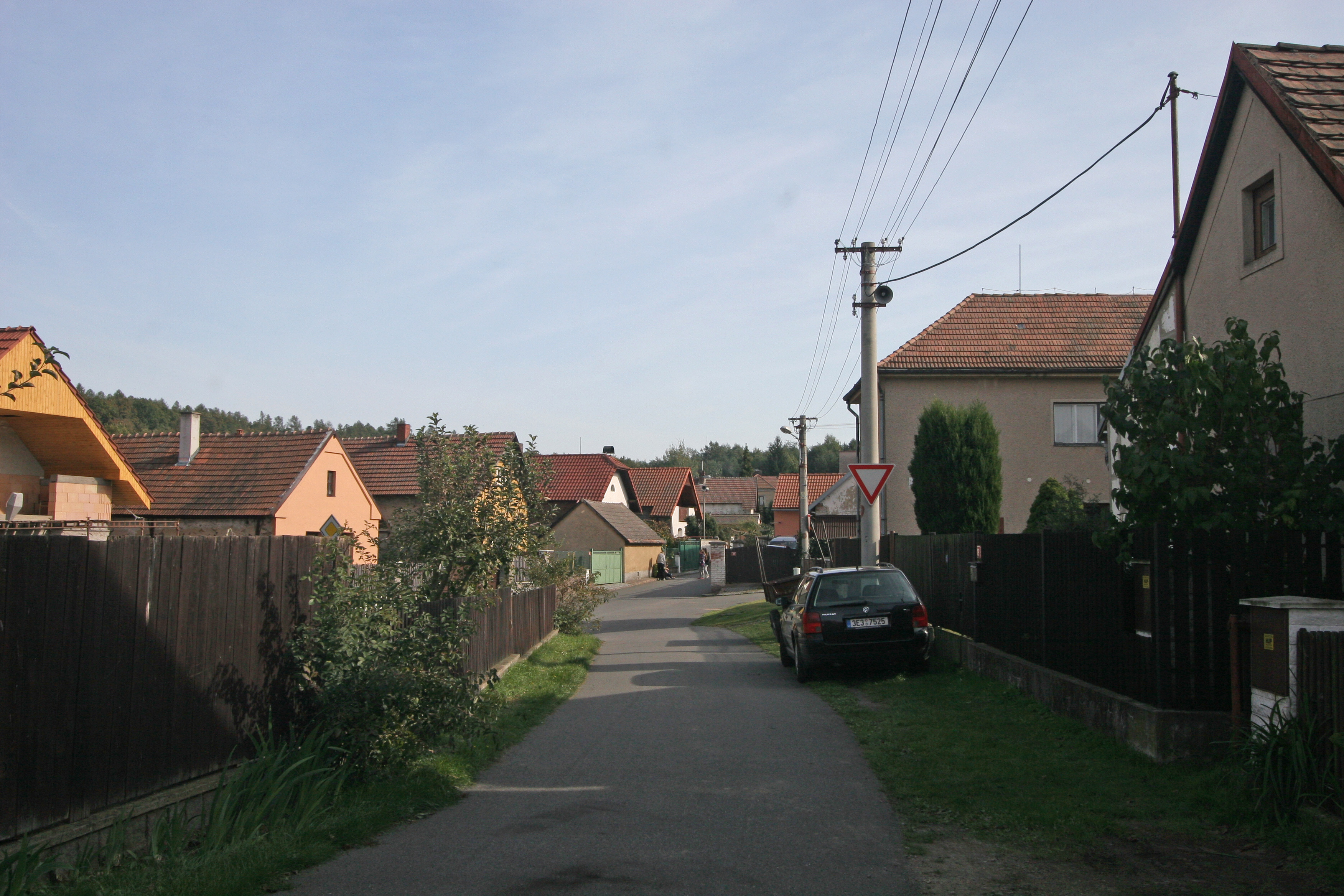
Ortsansicht

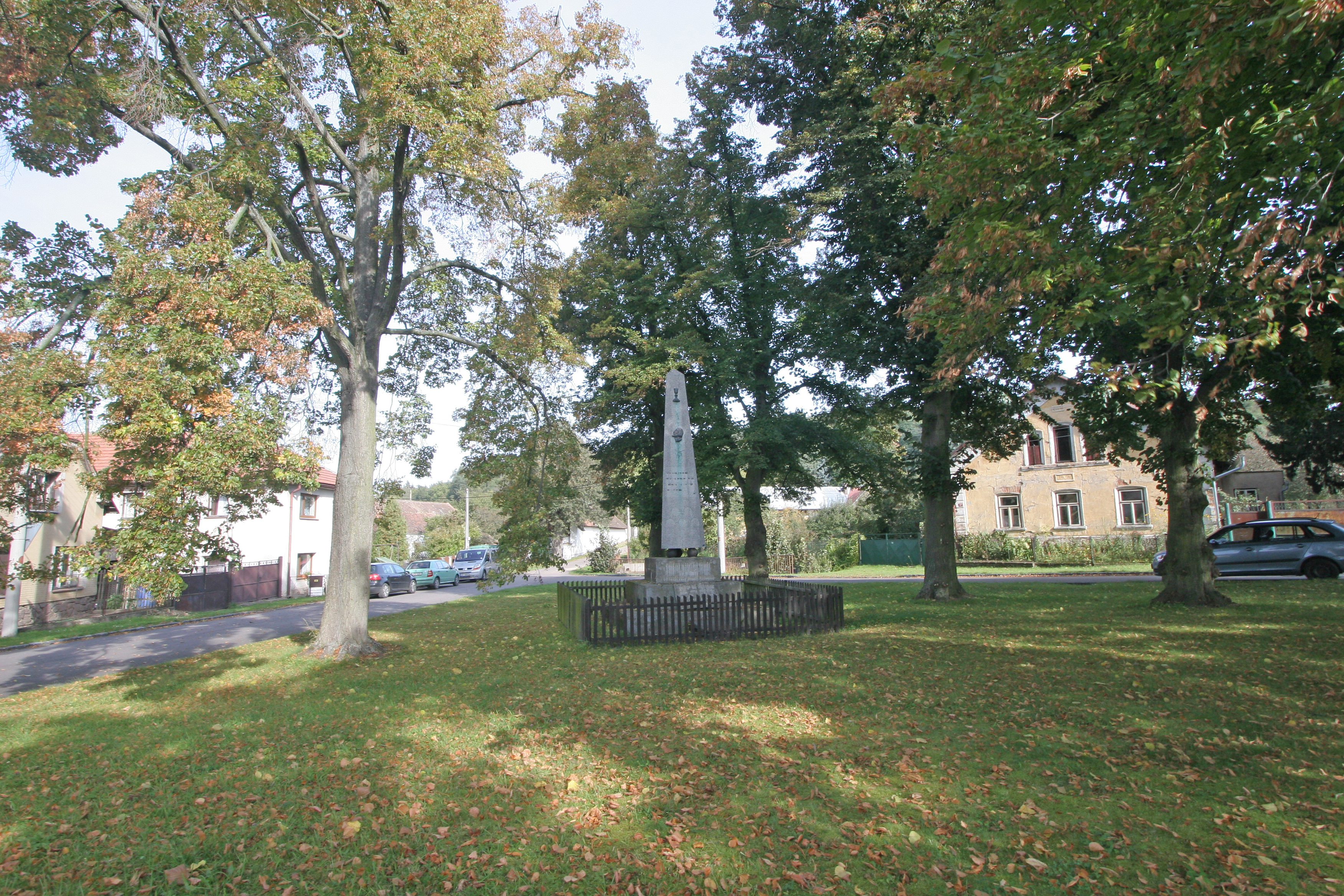
Gefallenendenkmal

Morašice (deutsch Moraschitz) ist eine Gemeinde im Okres Pardubice in Tschechien. Sie liegt sieben Kilometer südwestlich von Přelouč.

## Geographie
Morašice befindet sich im Tal des Baches Morašický potok in der zum Eisengebirge (Železné hory) gehörigen Chvaletická hornatina (Chwaletitzer Hügelland). Östlich erhebt sich die U Bláta (289 m n.m.), im Südosten die Velká Ruda (327 m n.m.) und südwestlich der Boleman (324 m n.m.). Südöstlich des Dorfes liegt das Wildgehege Morašice.
Nachbarorte sind Řečany nad Labem und Spytovice im Norden, Škudly und Kozašice im Nordosten, Jankovice, Seník und Krasnice im Osten, Litošice, Vápenka, Semtěš und Obícka im Südosten, Myslivna, Pazderna, Bílé Podolí, Koukalka und Brambory im Süden, Vinice, Hajný, Svobodná Ves, Horka I und Borek im Südwesten, Horušice im Westen sowie Katovna, Zbraněves und Zdechovice im Nordwesten.

## Geschichte
Das Dorf ist wahrscheinlich eine Gründung des Zisterzienserklosters Sedletz und gelangte nach dessen Zerstörung durch die Hussiten an weltliche Besitzer. Die älteste schriftliche Erwähnung von Morašice erfolgte 1487 als Besitz der Burg Kolín; zu dieser Zeit hatte das Dorf bereits 106 Bewohner. Später wurde das Dorf an das Gut Neuhof angeschlossen. In einer 1534 vom Sedletzer Abt Georg bei König Ferdinand I. eingereichten Aufstellung aller ehemaligen Besitzungen, Rechte und Einkünfte des Klosters wurde neben weiteren zum Gut Neuhof gehörigen Ortschaften auch das Dorf Morašice aufgeführt. Nachdem das Kloster seine Neuhofer Besitzungen zurück erhalten hatte, verfiel das Dominium Neuhof 1522, mit Ausnahme des Dorfes Neuhof und der Wiesen- und Waldfläche Kačina, an die königliche Kameralherrschaft Kolín. Neuhof und Umgebung verpfändete der Abt Anton an Ignaz Martinic, der den Besitz den überschuldeten Zisterziensern schließlich abkaufte. 1553 wurden auch die an Kolín angeschlossenen Dörfer St. Jakob (Jakub), Cirkwitz, Lischitz (Lišice), Zaboř, Moraschitz, Kobylnitz (Kobylnice), St. Katharina (Svatá Kateřina) und St. Nikolai wieder Teil des Dominiums Neuhof. Die Söhne des Ignaz Martinic verkauften das Gut 1569 an Karl von Zerotein auf Chotusitz. Nach zahlreichen Besitzerwechseln gelangte das Gut 1764 an die Familie Chotek von Chotkow und Wognin. Morašice blieb danach immer der Allodialherrschaft Neuhof angeschlossen, war jedoch von deren Territorium durch die Herrschaft Sehuschitz abgetrennt und lag an der Grenze des Caslaver Kreises zum Chrudimer Kreis.
Im Jahre 1840 bestand das von Sümpfen und ausgedehnten Wäldern umgebene Dorf Moraschitz bzw. Morassice aus 33 Häusern, in denen 186 Personen, darunter neun protestantische und eine jüdische Familie, lebten. Im Ort gab es ein Wirtshaus und ein herrschaftliches Jägerhaus. Pfarrort war Zdechowitz.
Nach der Aufhebung der Patrimonialherrschaften bildete Morašice ab 1849 eine Gemeinde im Gerichtsbezirk Časlau. Ab 1868 gehörte die Gemeinde zum Bezirk Časlau. Die Freiwillige Feuerwehr wurde 1914 gegründet. Ab 1919 betrieb die Prager Eisenindustrie-Gesellschaft bei Morašice einen Steinbruch. Im Jahre 1923 bestand Morašice aus 44 Häusern und hatte 221 Einwohner. 1932 erfolgte die feierliche Enthüllung des Gefallenendenkmals auf den Dorfplatz. Die Straße von Zdechovice über Morašice zum Hegerhaus Vedralka wurde 1939 gebaut. Nach dem Ende des Zweiten Weltkrieges und der Vertreibung der Deutschen verließen 1946 zahlreiche Einwohner das Dorf im Zuge der Politik der Wiederbesiedlung der Grenzgebiete. 1948 erfolgte der Anschluss von Morašice an das Elektrizitätsnetz. 1949 wurde Morašice dem Okres Přelouč zugeordnet. Dieser wurde im Zuge der Gebietsreform von 1960 aufgehoben, seitdem gehört die Gemeinde zum Okres Pardubice. Zwischen 1961 und 1990 war Morašice nach Zdechovice eingemeindet. Zwischen 1972 und 1973 wurde das Gasthaus im Rahmen der Aktion Z umgebaut. Seit 2016 führt die Gemeinde ein Wappen und Banner.

## Gemeindegliederung
Für die Gemeinde Morašice sind keine Ortsteile ausgewiesen. Zu Morašice gehört die Einschicht Myslivna.

## Sehenswürdigkeiten
- Steinernes Kreuz auf dem Dorfplatz, errichtet 1891
- Glockentürmchen auf dem Dorfplatz, die Glocke wurde 1896 gegossen
- Denkmal für die Gefallenen des Ersten Weltkrieges, enthüllt 1932. Das durch Witterungseinflüsse einsturzgefährdete Denkmal wurde im November 2016 neu aufgestellt.
- Wildgehege Morašice, darin wird hauptsächlich Schwarz- und Muffelwild gehalten